# Гординешты (Резинский район)
Гординешты, Гординешть (рум. Gordineşti) — село в Резинском районе Молдавии. Относится к сёлам, не образующим коммуну.

## География
Село расположено на высоте 171 метров над уровнем моря.

## Население
По данным переписи населения 2004 года, в селе Гординешть проживает 1089 человек (531 мужчина, 558 женщин).
Этнический состав села:
| Национальность | Число жителей | Процентный состав |
| -------------- | ------------- | ----------------- |
| молдаване      | 1072          | 98.44             |
| украинцы       | 7             | 0.64              |
| румыны         | 5             | 0.46              |
| русские        | 4             | 0.37              |
| цыгане         | 1             | 0.09              |
| Всего          | 1089          | 100%              |